# Chris Osgood
Chris Osgood (ur. 26 listopada 1972 w Peace River, prowincja Alberta, Kanada) – zawodowy bramkarz hokejowy. Obecnie Osgood jest związany z klubem NHL Detroit Red Wings, gdzie pełni rolę drugiego bramkarza za Jimmym Howardem. W swojej 16-letniej karierze Osgood grał z Red Wings, przez których został wybrany w trzeciej rundzie draftu w 1991 roku, New York Islanders i St. Louis Blues.

## Kariera zawodnicza
- Medicine Hat Tigers (1989–1991)
- Brandon Wheat Kings (1991–1992)
- Seattle Thunderbirds (1992)
- Adirondack Red Wings (1992–1994)
- Detroit Red Wings (1993–2001)
- New York Islanders (2001–2003)
- St. Louis Blues (2003–2004)
- Detroit Red Wings (2005–2006)
- Grand Rapids Griffins (2006)
- Detroit Red Wings (2006–?)

Po roku gry w Adirondack Red Wings, ówczesnej afiliacji Red Wings w AHL, w sezonie 1992/93, Osgood zadebiutował w NHL w sezonie 1993/94. Był jednym z kilku bramkarzy, jacy przewinęli się tego roku przez szeregi Skrzydeł. Byli wśród nich Tim Cheveldae, Vincent Riendeau i Peter Ing. Przed końcem okna transferowego Chevaldae, pierwszy bramkarz zespołu, został, razem z Dallasem Drakiem, oddany do Winnipeg Jets za doświadczonego bramkarza Boba Essensę i Siergieja Bautina. Essensa nie pokazał nic szczególnego w swoich 13 występach pod koniec sezonu zasadniczego i pierwszym bramkarzem na playoffy został wytypowany Osgood. Pierwsi na Zachodzie Wings odpadli jednak po siedmiomeczowej walce z San Jose Sharks a Osgood nie wsławił się w tej rywalizacji niczym szczególnym.
Mimo iż fani zespołu sympatyzowali z Osgoodem i widzieli w nim pierwszego bramkarza Wings, władze klubu postanowiły sięgnąć po bardziej doświadczonego, pewniejszego golkipera, który mógłby poprowadził zespół do zdobycia Pucharu Stanleya. Latem 1994 roku Skrzydła oddały obrońcę Steve’a Chaissona do Calgary Flames w zamian za bramkarza Mike’a Vernona, który pomógł kanadyjskiemu klubowi sięgnąć po Puchar w 1989 roku.
Sezon 1994/95 rozpoczął się z opóźnieniem z powodu lokautu w lidze a po wznowieniu rozgrywek Osgood grał drugie skrzypce przy Vernonie. Red Wings udało się dojść do finału playoff, gdzie zostali jednak nieoczekiwanie rozgromieni 4-0 przez New Jersey Devils. Rok później klub postanowił powierzyć Osgoodowi więcej odpowiedzialności, co przyniosło bardzo dobre rezultaty. W sezonie 1995/96 Chris był jednym z najlepszych bramkarzy w lidze a ze średnią 2.17 bramek wpuszczonych na mecz i 39 zwycięstwami prowadził w NHL. Udało mu się też zakończyć 5 spotkań z czystym kontem i był nominowany do Vezina Trophy, które wygrał jednak Jim Carey. Osgood i Vernon zdobyli za to William M. Jennings Trophy jako bramkarski duet, który stracił najmniej bramek w lidze. Dzięki swojej dobrej grze Osgood został nominowany do gry w Meczu Gwiazd i został wybrany do Drugiej Drużyny Gwiazd NHL. Chris dołożył nawet do swoich statystyk bramkę, strzelając krążek do pustej siatki w meczu z Hartford Whalers. Niestety, Red Wings odpadli w Finale Konferencji z Colorado Avalanche.
Osgood i Vernon musieli czekać do sezonu 1996/97 aby ich nazwiska zostały uwiecznione na Pucharze Stanleya. Pokonując w finale Philadelphia Flyers w czterech meczach pomogli oni Red Wings zdobyć pierwszy Puchar od 42 lat. W tych playoffach Osgood zagrał jednak tylko w dwóch meczach, spędzając w sumie na lodzie 47 minut. Po zakończeniu sezonu Mike Vernon odszedł do San Jose Sharks, dzięki czemu Osgood został starterem w Detroit. Pomagali mu w bramce Kevin Hodson i Norm Maracle. Red Wings po raz kolejny doszli do finału playoff, gdzie znowu w czterech meczach pokonali Washington Capitls, zdobywając Puchar Stanleya drugi rok z rzędu. Przez następne trzy lata, do sezonu 2000/01, Osgood był numerem jeden w Detroit wspomagany przez Kena Wreggeta i Manny’ego Legace. Nie udało mu się jednak powtórzyć sukcesów z poprzednich lat.
Kiedy przed sezonem 2001/02 do Red Wings z Buffalo Sabres został sprowadzony Dominik Hašek, to właśnie Czech został bramkarzem numer jeden w Detroit. Wings próbowali wytransferować Osgooda, lecz nie otrzymali żadnej ciekawej oferty. W końcu, 28 września 2001 roku, Osgood został pozyskany przez New York Islanders w drafcie odrzutków.
Osgood spędził w Nowym Jorku niecałe dwa sezony, broniąc u boku Gartha Snowa i Ricka DiPietro. Następnie, 11 marca 2003 roku został on oddany do St. Louis Blues razem z wyborem w trzeciej rundzie draftu za Justina Papineau i wybór w drugiej rundzie draftu w 2003 roku.
Przez resztę sezonu 2002/03 i cały sezon 2003/04 Osgood był pierwszym bramkarzem Blues, lecz mimo niezłych wyników (31 zwycięstw w sezonie 2003/04) nie był w stanie poprowadził zespołu dalej niż do pierwszej rundy playoff. 27 czerwca 2004 roku Osgood przeżył swoiste déjà vu, kiedy do Blues został sprowadzony Patrick Lalime z Ottawa Senators. Podobnie jak kilka lat wcześniej w przypadku Haska i Detroit Osgood musiał ustąpić miejsca innemu bramkarzowi a Blues nie przedłużyli z nim kontraktu.
8 sierpnia 2005 roku Osgood wrócił do Detroit na jeden sezon. Wstępnie miał konkurować o miejsce numer jeden z Mannym Legace, lecz kontuzja pachwiny spowodowała, że nie był gotowy do gry, gdy rozpoczął się sezon. Po powrocie do zdrowia został odesłany do Grand Rapids Griffins w American Hockey League, gdzie miał ponownie wprowadzić się w formę meczową. Po rozegraniu trzech meczów (bilans 2-1) Osgood wrócił do Detroit, broniąc wymiennie z Legace. Kiedy ten drugi doznał kontuzji kolana pod koniec 2005 roku, Osgood pracował z młodszymi bramkarzami Jimmym Howardem i Joeym MacDonaldem. Podczas playoffów Chris ponownie doznał kontuzji pachwiny, przygotowując się do meczu numer 4 pierwszej rundy przeciwko Edmonton Oilers. 'Ozzie' nie zagrał już do końca rozgrywek, a Wings odpadli z Nafciarzami w sześciu spotkaniach.
1 lipca 2006 roku, Osgood przedłużył na dwa lata kontrakt z Red Wings, podpisując umowę wartą 1.8 milionów dolarów. W sezonie 2006/07 był drugim bramkarzem za Dominikiem Haskiem, który mimo przekroczenie czterdziestki grał wyśmienicie. Czech nie był jednak wystawiany na mecze dzień po dniu, więc w tych przypadkach o grę proszony był Osgood. Chris zamał jednak na początku sezonu rękę, przez co przez pewien czas bramkarzem numer dwa był Joey MacDonald. Osgood wrócił do gry w grudniu. Ozzie zagrał w 32 spotkaniach, notując bardzo dobry wynik bo aż 20 zwycięstw i tylko 6 porażek w regulaminowym czasie gry. Taktyka trenerów Wings uległa zmianie w playoffach, w których grał tylko Hašek, nawet w meczach rozgrywanych dzień po dniu. Wings doszli do Finału Konferencji, gdzie ulegli 2-4 Anaheim Ducks.

## Inne informacje
Chris Osgood znany jest pod dwoma przydomkami - 'Ozzie' i 'The Wizard of Oz' (ang. 'Czarnoksiężnik z Oz'). Chociaż jest popularnym sportowcem w Detroit ma też sporą bazę fanów w Nowym Jorku. Nawet w 2006 roku, koszuli z nazwiskiem Osgooda dobrze się tam sprzedają, mimo iż Ozzie nie gra w tym mieście już od ponad 3 lat. Chris był również wybrany jednym z najbardziej popularnych sportowców Nowego Jorku lat 90.
Chris ma żonę Jennę, z którą ma dwie córki.

## Sukcesy
- Puchar Stanleya z Detroit Red Wings - 1997, 1998, 2008
- William M. Jennings Trophy (z Mikiem Vernonem) – 1996
- Występ w Meczu Gwiazd - 1996, 1997, 1998

## Statystyki NHL

### Sezon Zasadniczy
| Sezon     | Drużyna            | Liga | M   | Z   | P   | R* | MIN    | GS   | SO | GAA  |
| --------- | ------------------ | ---- | --- | --- | --- | -- | ------ | ---- | -- | ---- |
| 1993-94   | Detroit Red Wings  | NHL  | 41  | 23  | 8   | 5  | 2206   | 105  | 2  | 2.86 |
| 1994-95   | Detroit Red Wings  | NHL  | 19  | 14  | 5   | 0  | 1087   | 41   | 1  | 2.26 |
| 1995–1996 | Detroit Red Wings  | NHL  | 50  | 39  | 6   | 5  | 2933   | 106  | 5  | 2.17 |
| 1996-97   | Detroit Red Wings  | NHL  | 47  | 23  | 13  | 9  | 2769   | 106  | 6  | 2.30 |
| 1997-98   | Detroit Red Wings  | NHL  | 64  | 33  | 20  | 11 | 3807   | 140  | 6  | 2.21 |
| 1998-99   | Detroit Red Wings  | NHL  | 63  | 34  | 25  | 4  | 3691   | 149  | 3  | 2.42 |
| 1999–2000 | Detroit Red Wings  | NHL  | 53  | 30  | 14  | 8  | 3148   | 126  | 6  | 2.40 |
| 2000-01   | Detroit Red Wings  | NHL  | 52  | 25  | 19  | 4  | 2834   | 127  | 1  | 2.69 |
| 2001-02   | New York Islanders | NHL  | 66  | 32  | 25  | 6  | 3743   | 156  | 4  | 2.50 |
| 2002-03   | New York Islanders | NHL  | 37  | 17  | 14  | 4  | 1993   | 97   | 2  | 2.92 |
| 2002-03   | St. Louis Blues    | NHL  | 9   | 4   | 3   | 2  | 532    | 27   | 2  | 3.05 |
| 2003-04   | St. Louis Blues    | NHL  | 67  | 31  | 25  | 8  | 3861   | 144  | 3  | 2.24 |
| 2005-06   | Detroit Red Wings  | NHL  | 32  | 20  | 6   | 5  | 1846   | 85   | 2  | 2.76 |
| 2006-07   | Detroit Red Wings  | NHL  | 21  | 11  | 3   | 6  | 1161   | 46   | 0  | 2.38 |
|           | Ogółem             |      | 621 | 326 | 186 | 77 | 35,609 | 1455 | 43 | 2.45 |

Statystyki po sezonie 2006/07
* Od sezonu 2005/06 nie ma remisów. Mecze są decydowane dogrywką lub rzutami karnymi

### Playoffy
| Sezon     | Drużyna            | Liga | M  | Z  | P  | MIN  | GS  | SO | GAA  |
| --------- | ------------------ | ---- | -- | -- | -- | ---- | --- | -- | ---- |
| 1993-94   | Detroit Red Wings  | NHL  | 6  | 3  | 2  | 307  | 12  | 2  | 2.35 |
| 1994-95   | Detroit Red Wings  | NHL  | 2  | 0  | 0  | 68   | 2   | 0  | 1.76 |
| 1995–1996 | Detroit Red Wings  | NHL  | 15 | 8  | 7  | 936  | 33  | 2  | 2.12 |
| 1996-97   | Detroit Red Wings  | NHL  | 2  | 0  | 0  | 47   | 2   | 0  | 2.55 |
| 1997-98   | Detroit Red Wings  | NHL  | 22 | 16 | 6  | 1381 | 48  | 2  | 2.12 |
| 1998-99   | Detroit Red Wings  | NHL  | 6  | 4  | 2  | 358  | 14  | 1  | 2.35 |
| 1999–2000 | Detroit Red Wings  | NHL  | 9  | 5  | 4  | 547  | 18  | 2  | 1.97 |
| 2000-01   | Detroit Red Wings  | NHL  | 6  | 2  | 4  | 365  | 15  | 1  | 2.47 |
| 2001-02   | New York Islanders | NHL  | 7  | 3  | 4  | 392  | 17  | 0  | 2.60 |
| 2002-03   | St. Louis Blues    | NHL  | 7  | 3  | 4  | 417  | 17  | 1  | 2.45 |
| 2003-04   | St. Louis Blues    | NHL  | 5  | 1  | 4  | 287  | 12  | 0  | 2.51 |
|           | Ogółem             |      | 87 | 45 | 37 | 5085 | 190 | 10 | 2.24 |

Statystyki po sezonie 2006/07